# Еміль Фрісс
Еміль Фрісс (фр. Émile Friess, 24 лютого 1901, Оенайм — 25 квітня 1993, Страсбург) — французький футболіст, що грав на позиції воротаря. Виступав за національну збірну Франції.

## Клубна кар'єра
У дорослому футболі дебютував 1921 року виступами за команду «АС Страсбург».
1926 року перейшов до клубу «Мюлуз», за який відіграв 7 сезонів і у 1932 році виграв з командою Кубок Сошо. Завершив кар'єру футболіста виступами за команду «Мюлуз» у 1933 році.

## Виступи за збірну
15 січня 1922 року дебютував в офіційних матчах у складі національної збірної Франції під час товариської гри в Парижі проти збірної Бельгії (2:1). Свій другий і останній матч за збірну провів 30 квітня 1922 року у Бордо проти Іспанії, де Фрісс пропустив чотири голи, а французи не забили жодного.
Помер 25 квітня 1993 року на 93-му році життя у місті Страсбург.
| Дата      | Місто  | Господарі | Результат | Гості   | Турнір           | Голи | Примітки |
| --------- | ------ | --------- | --------- | ------- | ---------------- | ---- | -------- |
| 15-1-1922 | Коломб | Франція   | 2 – 1     | Бельгія | товариський матч | -1   |          |
| 30-4-1922 | Бордо  | Франція   | 0 – 4     | Іспанія | товариський матч | -4   |          |
| Усього    |        | Матчів    | 2         |         | Голів            | -5   |          |